# NGC 4002
NGC 4002 (również PGC 37635) – galaktyka spiralna (Sab), znajdująca się w gwiazdozbiorze Lwa. Odkrył ją William Herschel 10 kwietnia 1785 roku.